# 中川桂
中川 桂（なかがわ かつら、1968年6月 - ）は、日本の演芸研究家。二松学舎大学文学部国文学科教授。専門分野は日本芸能史（近世芸能興行史・寄席芸能史）。歌舞伎学会・日本演劇学会・芸能史研究会・関西芸能懇話会会員。

## 略歴
大阪府守口市生まれ。大阪市立大学文学部卒業、1997年大阪大学大学院 文学研究科 芸術学（芸能史・演劇学専攻）博士課程修了。博士（文学）。

## 人物
- 落語を好きになったきっかけは、父親が東京落語のレコードを聴いていたため[1]。
- 「中川」姓で桂米朝の本名と同じ名字であるが、関係はない。「桂」も本名[1]。
- 上方落語家の林家染左は実弟で、企画落語会などでの共演も多い。自身もアマチュアとして落語を演じている。

## 著書
- 落語の黄金時代（共著）（2010年5月、三省堂）
- 江戸時代落語家列伝（2014年6月、新典社）
- 昭和の落語名人列伝（共著）（2019年7月、淡交社新書）